# باز دم‌دراز
باز دم‌دراز یک پرنده شکاری آفریقایی از خانواده بازان است. این تنها عضو از سرده Urotriorchis است.

## ویژگی‌های ریخت‌شناسی
«باز دم‌دراز» یک شکارچی به شکل متمایز با دمی دراز و نواری بسیار قابل توجه است و در روتنه آن خاکستری تیره و در زیرتنه آن به رنگ شاه‌بلوطی با گلوی سفید متضاد و پوشپرهای زیردم است. در هنگام پرواز، پرهای سفید پرواز در زیر بال دارای نوارهای زیاد به رنگ خاکستری تیره است. ریخت (مورف) نادری وجود دارد که دارای سینه خاکستری، با گلوی خاکستری کم‌رنگ‌تر است، اما همچنان دارای پوشش‌های سفید زیردم است. نوک سیاه، اما چشم‌ها، نرمه بینی، پاها و انگشتان زرد است. نوجوانان قهوه‌ای‌تر هستند، با ریخت «یکدست» سینه‌های سفید و شکل «مشخص» که سینه‌های آن با رگه‌های قهوه‌ای‌رنگ است. طول بال آن ۸۱–۹۰ سانتیمتر (۳۲–۳۵ اینچ) و طول کل ۵۶–۶۵ سانتیمتر (۲۲–۲۶ اینچ)، از جمله دم ۳۰–۳۷ سانتیمتر (۱۲–۱۵ اینچ). ماده‌ها حدود ۱۵ درصد بزرگتر از نرها هستند. از آنجایی که دم حدود ۵۶ درصد از طول کل این پرنده شکاری را شامل می‌شود، این گونه با سنقر خاکستری به عنوان پرنده با بلندترین دم نسبت به اندازه بدنش پیوند دارد.

### آوا
این یک پرنده نسبتاً آوایی است که اغلب برای اولین بار با صدای جیغ بلندی که توسط پرندگانی که در تاج‌پوشش درختان نشسته‌اند شناسایی می‌شود.

## پراکندگی و زیستگاه
باز دم‌دراز در جنگل‌های بارانی استوایی غرب و مرکز آفریقا، از گینه در غرب، در امتداد ساحل خلیج گینه از جنوب تا شمال آنگولا، شرق به جنوب جمهوری آفریقای مرکزی، شمال جمهوری دموکراتیک کنگو، سودان جنوبی و اوگاندا غربی حضور دارد.

## عادت‌های رفتاری
باز دم‌دراز عمدتاً سنجاب‌ها، به‌ویژه سنجاب‌های دم‌پولکی و پرندگان کوچک را می‌خورد. همچنین می‌تواند مرغ را در روستاهای نزدیک به جنگل شکار کند. با شکستن گردن طعمه را می‌کشد. همچنین برای حمله به خفاش‌های میوه سر چکشی شناخته شده است. پاها و پاهای قوی آن نشان می‌دهد که طعمه اصلی آن پستانداران هستند. فصل جفت‌گیری در ماه‌های جولای و آگوست رخ می‌دهد، زمانی که این جفت روی یک درخت بلند لانه می‌سازد. اطلاعات کمی در مورد لانه سازی و پرورش جوجه‌ها وجود دارد، یک فرد بالغ در سیرالئون در اوت در حال غذا دادن به یک بچه نابالغ دیده شد.

## واژه‌شناسی
نام عمومی Urotriorchis توسط ریچارد باودلر شارپ در سال ۱۸۷۴ ابداع شد و ترکیبی از "Uro-" از یونانی به معنی "دم"، و "triorchis"، نوعی از شاهین که تصور می‌شود دارای سه بیضه است - برای جزئیات بیشتر به Eutriorchis مراجعه کنید. "Macro-" از یونانی به معنای "بلند" است، بنابراین macrourus به معنای "دم‌دراز" است، همان‌طور که در نام انگلیسی دیده می‌شود.